# Stanford Robinson
Stanford Robinson (* 5. Juli 1904 in Leeds; † 25. Oktober 1984 in Brighton) war ein britischer Dirigent und Komponist. Er war vor allen Dingen für seine Arbeit bei der BBC bekannt, für die er von 1924 bis zu seiner Pensionierung 1966 arbeitete.

## Leben und Werk
Stanford Robinson wurde in Leeds in eine Musikerfamilie hineingeboren. Vater und Großvater waren beide Organisten und Chorleiter, seine Mutter war Sängerin. Er wurde in London an der Stationers' Company's School ausgebildet. Nachdem er diese Schule absolviert hatte, verdiente er sich zunächst als Pianist in Kinos und Restaurants seinen Lohn. Er wurde nach dem Komponisten Charles Villiers Stanford benannt. Mit 18 Jahren besuchte er das Royal College of Music in London und studierte bei Adrian Boult. Hier dirigierte er erste Opernaufführungen. Noch am College nahm er an einer BBC-Sendung mit dem London Wireless Orchestra, dem Vorläufer des BBC Symphony Orchestra teil.
1924 trat er dann in die Dienste der BBC und wirkte dort von 1924 bis 1932 als Chordirektor und Leiter des London Wireless Chorus. Von 1932 bis 1946 wirkte er als Dirigent des Theatre Orchestra der BBC, von 1936 bis 1949 als Produktionsleiter der Musikprogramme der BBC und von 1949 bis 1952 als Leiter des Opernorchester sowie als Opernorganisator der BBC.
Nach seinem Austritt aus der BBC 1966 wirkte er als Chefdirigent des Queensland Symphony Orchestra in Brisbane. Stanford Robinson leitete ebenfalls die Promenade Concerts in London. Er unternahm als Operndirigent Tourneen unter anderem nach Rom, Paris, Budapest und Barcelona.
Er trat auch als Komponist von Orchestermusik und Part-Songs für den Rundfunk in Erscheinung.
1972 wurde ihm der Order of the British Empire verliehen.